# ヴァンクルタテヤマ
ヴァンクルタテヤマとは日本の競走馬である。2008年プロキオンステークスなどダートの短距離重賞を4勝した。馬名の由来は「打ち破る（仏語）」に冠名。
近親に1985年天皇賞（秋）、1986年安田記念を制覇したギャロップダイナがいる。

## 戦歴
デビュー以来ダート短距離路線に出走。脚部の弱さから順調にレースを使えず2歳から5歳までは13戦の出走に留まる。また、3歳時に後方からのレースを試みるも成果は無く、以降は先行からの戦法を取られ続ける。
2007年秋にオープン入り後休養を経て翌2008年プロキオンステークス、更に佐賀のサマーチャンピオンと重賞連勝を果たす。この連勝により秋の目標をJBCスプリントに定めた陣営は10月東京盃にて重賞3連勝を目論むも3着敗退。これにより収得賞金を加算できずJBCを除外となり秋のローテは白紙、暮れの新設重賞カペラステークスに登録はされたが出走は見送られ翌年以降に備え休養に充てられた。
翌2009年黒船賞直後、同馬を管理する安田伊佐夫調教師逝去に伴い兄弟子の武田博厩舎へと転厩。復帰2走目の栗東ステークスでは重賞ホルダーながら12番人気と一気に評価を下げたが休養明け2走目の変わり身を見せ僅差の2着と好走、続く北海道スプリントカップを10年ぶりのレコードタイムで優勝し3度目の重賞タイトルを獲得した。連覇のかかったサマーチャンピオンでは、前年自身が作ったレコードを更新し重賞4勝目を挙げた。続く東京盃ではバンブーエールの外でマークするようにレースを進めたが、直線で伸びを欠き2年連続で3着に敗れた。続く武蔵野ステークスでは先団でレースをしたが直線で失速し14着と大敗した。その後、暮れの兵庫ゴールドトロフィーに2番人気で出走したが4着に終わった。
2010年は前年同様黒船賞から始動したが10着と惨敗した。続く東京スプリントでも10着と大敗した。連覇がかかった北海道スプリントカップでは中団追走も伸び切れず5着に終わった。3連覇を懸けて臨んだサマーチャンピオンでは馬体重大幅減に加え、追走に脚を使ってしまい5着に敗れた。そして、9月8日付でJRA競走馬登録を抹消され現役を引退、JRA競馬学校で乗馬となる。

## 競走成績
| 競走日     | 競馬場 | 競走名             | 格       | 距離（馬場）  | 頭 数 | 枠 番 | 馬 番 | オッズ （人気） | 着順     | タイム （上がり3F） | 着差     | 騎手        | 斤量 [kg] | 1着馬（2着馬）         | 馬体重 [kg] |
| ---------- | ------ | ------------------ | -------- | ------------- | ----- | ----- | ----- | --------------- | -------- | ------------------- | -------- | ----------- | --------- | ---------------------- | ----------- |
| 2004.08.15 | 札幌   | 2歳新馬            |          | ダ1000m（良） | 12    | 8     | 11    | 005.90（3人）   | 01着     | R1:00.6（37.1）     | -0.5     | 0安田康彦   | 54        | （ジョウショークイン） | 422         |
| 0000.09.04 | 札幌   | 2歳500万下         |          | ダ1000m（良） | 12    | 8     | 12    | 002.60（1人）   | 02着     | R1:00.1（36.5）     | -0.0     | 0安田康彦   | 54        | オリオンザヴィアン     | 422         |
| 2005.08.20 | 札幌   | 3歳上500万下       |          | ダ1000m（稍） | 12    | 5     | 5     | 004.00（2人）   | 01着     | R0:59.2（35.8）     | -0.3     | 0小島太一   | 51        | （アマビリータ）       | 426         |
| 0000.10.08 | 京都   | 3歳上1000万下      |          | ダ1200m（重） | 11    | 4     | 4     | 出走取消        | 出走取消 | 出走取消            | 出走取消 | 0鮫島良太   | 52        | ビッグシャーク         | 計不        |
| 0000.10.30 | 京都   | 3歳上1000万下      |          | ダ1400m（稍） | 15    | 7     | 3     | 015.80（6人）   | 11着     | R1:25.8（38.5）     | -1.9     | 0高井彰大   | 52        | セレスエンブレム       | 434         |
| 0000.12.03 | 阪神   | 3歳上1000万下      |          | ダ1200m（良） | 11    | 6     | 7     | 出走取消        | 出走取消 | 出走取消            | 出走取消 | 0藤田伸二   | 56        | マイティシルバー       | 計不        |
| 0000.12.18 | 阪神   | 3歳上1000万下      |          | ダ1200m（良） | 12    | 7     | 9     | 034.6（10人）   | 08着     | R1:13.6（36.7）     | -1.0     | 0松永幹夫   | 56        | ビッグジェム           | 432         |
| 2006.01.08 | 京都   | 深草特別           | 1000万下 | ダ1200m（良） | 15    | 7     | 12    | 069.7（10人）   | 12着     | R1:12.6（36.3）     | -1.3     | 0松永幹夫   | 56        | スリーアベニュー       | 428         |
| 0000.07.02 | 京都   | 3歳上500万下       |          | ダ1200m（重） | 16    | 6     | 12    | 022.90（8人）   | 02着     | R1:10.8（35.9）     | -0.5     | 0石橋守     | 57        | タータンフィールズ     | 418         |
| 0000.08.05 | 函館   | 3歳上500万下       |          | ダ1000m（良） | 11    | 5     | 5     | 003.20（2人）   | 01着     | R0:59.4（35.7）     | -0.4     | 0武幸四郎   | 57        | （シルクアルボーレ）   | 422         |
| 0000.08.27 | 札幌   | 白鳥大橋特別       | 1000万下 | ダ1000m（良） | 12    | 3     | 3     | 004.40（2人）   | 03着     | R0:58.3（34.9）     | -0.4     | 0武幸四郎   | 57        | ポートジェネラル       | 426         |
| 2007.07.01 | 阪神   | 皆生特別           | 1000万下 | ダ1400m（良） | 16    | 6     | 11    | 087.5（14人）   | 10着     | R1:25.0（38.1）     | -0.8     | 0川島信二   | 57        | アグネストラベル       | 418         |
| 0000.07.28 | 函館   | 七重浜特別         | 1000万下 | ダ1000m（重） | 12    | 2     | 2     | 003.20（2人）   | 01着     | R0:58.7（35.4）     | -0.3     | 0武幸四郎   | 57        | （シルクゲイナー）     | 432         |
| 0000.08.11 | 札幌   | 札幌日刊スポーツ杯 | 1600万下 | 芝1200m（良） | 15    | 3     | 4     | 026.8（12人）   | 14着     | R1:11.0（36.8）     | -2.5     | 0武幸四郎   | 57        | シンボリウエスト       | 434         |
| 0000.10.08 | 京都   | 室町S              | 1600万下 | ダ1200m（良） | 13    | 7     | 11    | 009.20（5人）   | 01着     | R1:10.9（36.0）     | -0.4     | 0武幸四郎   | 54        | （ハーベストシーズン） | 428         |
| 2008.05.18 | 京都   | 栗東S              | OP       | ダ1200m（良） | 16    | 7     | 13    | 070.6（15人）   | 07着     | R1:11.2（35.9）     | -0.5     | 0長谷川浩大 | 56        | スリープレスナイト     | 438         |
| 0000.05.31 | 東京   | 欅S                | OP       | ダ1400m（不） | 16    | 4     | 7     | 017.30（7人）   | 02着     | R1:21.9（35.0）     | -0.0     | 0戸崎圭太   | 56        | フェラーリピサ         | 440         |
| 0000.07.13 | 阪神   | プロキオンS        | GIII     | ダ1400m（良） | 13    | 7     | 11    | 022.60（7人）   | 01着     | R1:22.0（35.3）     | -0.2     | 0赤木高太郎 | 56        | （ワイルドワンダー）   | 432         |
| 0000.08.15 | 佐賀   | サマーチャンピオン | JpnIII   | ダ1400m（不） | 12    | 3     | 3     | 001.80（1人）   | 01着     | R1:25.4             | -0.7     | 0倉富隆一郎 | 57        | （ダンツキッスイ）     | 435         |
| 0000.10.08 | 大井   | 東京盃             | JpnII    | ダ1200m（不） | 15    | 2     | 3     | 001.80（1人）   | 03着     | R1:11.9（37.6）     | -0.3     | 0赤木高太郎 | 56        | フジノウェーブ         | 436         |
| 2009.03.20 | 高知   | 黒船賞             | JpnIII   | ダ1400m（不） | 12    | 8     | 12    | 004.40（2人）   | 10着     | R1:29.9             | -2.5     | 0藤田伸二   | 57        | トーセンブライト       | 428         |
| 0000.05.17 | 京都   | 栗東S              | OP       | ダ1200m（稍） | 16    | 8     | 15    | 021.5（12人）   | 02着     | R1:09.5（35.4）     | -0.1     | 0長谷川浩大 | 57        | ミリオンディスク       | 432         |
| 0000.06.18 | 門別   | 北海道スプリントC  | JpnIII   | ダ1000m（稍） | 12    | 4     | 5     | 001.60（1人）   | 01着     | R0:58.7（35.7）     | -0.4     | 0藤田伸二   | 57        | （ガブリン）           | 432         |
| 0000.08.17 | 佐賀   | サマーチャンピオン | JpnIII   | ダ1400m（良） | 10    | 1     | 1     | 002.70（2人）   | 01着     | R1:25.2             | -0.9     | 0幸英明     | 58        | （ランザローテ）       | 423         |
| 0000.09.30 | 大井   | 東京盃             | JpnII    | ダ1200m（不） | 16    | 8     | 15    | 003.60（3人）   | 03着     | R1:12.3（37.7）     | -1.0     | 0幸英明     | 56        | バンブーエール         | 438         |
| 0000.11.07 | 東京   | 武蔵野S            | GIII     | ダ1600m（良） | 16    | 2     | 4     | 081.2（15人）   | 14着     | R1:37.6（38.5）     | -2.1     | 0幸英明     | 57        | ワンダーアキュート     | 444         |
| 0000.12.24 | 園田   | 兵庫ゴールドT      | JpnIII   | ダ1400m（良） | 12    | 8     | 12    | 003.60（2人）   | 04着     | R1:28.2（38.3）     | -0.6     | 0幸英明     | 58.5      | トーセンブライト       | 455         |
| 2010.03.22 | 高知   | 黒船賞             | JpnIII   | ダ1400m（不） | 12    | 8     | 12    | 010.20（4人）   | 10着     | R1:30.5             | -2.8     | 0幸英明     | 57        | スーニ                 | 425         |
| 0000.04.07 | 大井   | 東京スプリント     | JpnIII   | ダ1200m（重） | 16    | 4     | 7     | 042.40（6人）   | 10着     | R1:13.5（38.7）     | -1.3     | 0幸英明     | 56        | スーニ                 | 426         |
| 0000.06.17 | 門別   | 北海道スプリントC  | JpnIII   | ダ1200m（稍） | 14    | 5     | 7     | 022.60（5人）   | 05着     | R1:11.8（37.2）     | -2.2     | 0幸英明     | 57        | ミリオンディスク       | 438         |
| 0000.08.18 | 佐賀   | サマーチャンピオン | JpnIII   | ダ1400m（良） | 12    | 8     | 12    | 021.70（4人）   | 05着     | R1:27.7（37.7）     | -1.3     | 0幸英明     | 58        | セレスハント           | 424         |

## 血統表
| ヴァンクルタテヤマの血統（ミスタープロスペクター系／Ribot4×5=9.38%、Nashua4×5=9.38%、Nasrullah5×5=6.25%(父内)） | ヴァンクルタテヤマの血統（ミスタープロスペクター系／Ribot4×5=9.38%、Nashua4×5=9.38%、Nasrullah5×5=6.25%(父内)） | ヴァンクルタテヤマの血統（ミスタープロスペクター系／Ribot4×5=9.38%、Nashua4×5=9.38%、Nasrullah5×5=6.25%(父内)） | （血統表の出典）           | （血統表の出典） |
| 父 *フォーティナイナー Forty Niner 1985 栗毛 アメリカ                                                           | 父の父Mr. Prospector 1970 鹿毛 アメリカ                                                                         | Raise a Native                                                                                                  | Native Dancer              | Native Dancer    |
| 父 *フォーティナイナー Forty Niner 1985 栗毛 アメリカ                                                           | 父の父Mr. Prospector 1970 鹿毛 アメリカ                                                                         | Raise a Native                                                                                                  | Raise You                  |                  |
| 父 *フォーティナイナー Forty Niner 1985 栗毛 アメリカ                                                           | 父の父Mr. Prospector 1970 鹿毛 アメリカ                                                                         | Gold Digger | Nashua                     | Nashua           |
| 父 *フォーティナイナー Forty Niner 1985 栗毛 アメリカ                                                           | 父の父Mr. Prospector 1970 鹿毛 アメリカ                                                                         | Gold Digger | Sequence                   |                  |
| 父 *フォーティナイナー Forty Niner 1985 栗毛 アメリカ                                                           | 父の母File 1976 栗毛 アメリカ                                                                                   | Tom Rolfe | Ribot                      | Ribot            |
| 父 *フォーティナイナー Forty Niner 1985 栗毛 アメリカ                                                           | 父の母File 1976 栗毛 アメリカ                                                                                   | Tom Rolfe | Pocahontas                 |                  |
| 父 *フォーティナイナー Forty Niner 1985 栗毛 アメリカ                                                           | 父の母File 1976 栗毛 アメリカ                                                                                   | Continue | Double Jay                 | Double Jay       |
| 父 *フォーティナイナー Forty Niner 1985 栗毛 アメリカ                                                           | 父の母File 1976 栗毛 アメリカ                                                                                   | Continue | Courtesy                   |                  |
| 母 フラワータテヤマ 1994 鹿毛 北海道新冠町                                                                      | 母の父*ブライアンズタイム Brian's Time 1985 黒鹿毛 アメリカ                                                     | Roberto | Hail to Reason             | Hail to Reason   |
| 母 フラワータテヤマ 1994 鹿毛 北海道新冠町                                                                      | 母の父*ブライアンズタイム Brian's Time 1985 黒鹿毛 アメリカ                                                     | Roberto | Bramalea                   |                  |
| 母 フラワータテヤマ 1994 鹿毛 北海道新冠町                                                                      | 母の父*ブライアンズタイム Brian's Time 1985 黒鹿毛 アメリカ                                                     | Kelley's Day | Graustark                  | Graustark        |
| 母 フラワータテヤマ 1994 鹿毛 北海道新冠町                                                                      | 母の父*ブライアンズタイム Brian's Time 1985 黒鹿毛 アメリカ                                                     | Kelley's Day | Golden Trail               |                  |
| 母 フラワータテヤマ 1994 鹿毛 北海道新冠町                                                                      | 母の母ワンボールドビッド 1985 鹿毛 千葉県富里町                                                                 | *ノーザンテースト Northern Taste                                                                                | Northern Dancer            | Northern Dancer  |
| 母 フラワータテヤマ 1994 鹿毛 北海道新冠町                                                                      | 母の母ワンボールドビッド 1985 鹿毛 千葉県富里町                                                                 | *ノーザンテースト Northern Taste                                                                                | Lady Victoria              |                  |
| 母 フラワータテヤマ 1994 鹿毛 北海道新冠町                                                                      | 母の母ワンボールドビッド 1985 鹿毛 千葉県富里町                                                                 | アスコットラップ                                                                                                | *エルセンタウロ            | *エルセンタウロ  |
| 母 フラワータテヤマ 1994 鹿毛 北海道新冠町                                                                      | 母の母ワンボールドビッド 1985 鹿毛 千葉県富里町                                                                 | アスコットラップ                                                                                                | *ディープディーン F-No.3-n |                  |

母は栗東ステークスなど6勝。1999年のスパーキングレディーカップでファストフレンドの3着に入った。祖母はギャロップダイナの全妹だが不出走に終わっている。